# Christine - La macchina infernale
Christine - La macchina infernale (Christine) è un film del 1983 diretto da John Carpenter, basato sull'omonimo romanzo di Stephen King dello stesso anno.

## Trama
Detroit, 1957: allo stabilimento della Plymouth viene prodotta la Fury. In mezzo a tanti esemplari di colore oro sulla catena di montaggio se ne accoda uno rosso, l'unico sulla linea. Un operaio che ne sta curando la messa a punto, si rompe tutte le dita di una mano, schiacciate dal cofano dell'auto che si chiude improvvisamente. Più tardi un altro operaio si siede a bordo della stessa auto e lascia cadere sui sedili incellofanati la cenere del suo sigaro: viene ritrovato morto poco dopo all'interno.
Rockbridge, California, 12 settembre 1978. Il timido e imbranato Arnie Cunningham e il suo migliore amico Dennis Guilder si recano a scuola per il loro primo giorno. Nell’officina della scuola Arnie viene aggredito da quattro bulli: Richard Trelawney, Don Vandenberg, Moochie Welch e il loro leader Buddy Repperton. I quattro vengono poi espulsi e giurano di fargliela pagare. Tornando a casa, Arnie nota una decrepita Plymouth Fury del '57 in vendita nella proprietà di un vecchio e strambo contadino. George LeBay, il venditore, lo informa che il nome dell’auto è Christine e che era del suo defunto fratello. Arnie ne rimane ammaliato e, nonostante Dennis cerchi di dissuaderlo, acquista l'auto. Da questo momento Arnie inizia ad atteggiarsi in modo strano: dedica tutte le attenzioni al suo nuovo veicolo e litiga violentemente con i suoi genitori pur di tenerlo. Porta poi l’auto presso un'officina fai-da-te dove il burbero gestore Darnell, dopo un iniziale scetticismo, gli permette di riciclare pezzi di ferrivecchi per riparare Christine in cambio di "lavoretti" vari.
Parlando con la madre di Arnie e con il vecchio LeBay, Dennis scopre che il precedente padrone di Christine è morto suicida all'interno, così come precedentemente accadde a sua moglie, rimasta sconvolta dopo la morte della figlia, soffocata sul sedile di Christine dal panino che stava mangiando. Nel frattempo Christine, ormai in gran parte riparata, inizia a dare strani segni di "vita". Durante una partita di football, Dennis subisce un grave colpo alla colonna vertebrale, proprio mentre vede Arnie e Leigh (una ragazza che lui aveva precedentemente corteggiato) scendere insieme dall’auto e baciarsi. Viene quindi ricoverato all’ospedale per un lungo periodo. Una sera, in un drive-in, Leigh rischia di morire soffocata dal panino che sta mangiando, spaventata dall'improvvisa accensione della radio di Christine, proprio mentre una fortissima luce si accende nell'abitacolo e la sicura delle portiere scatta da sola.

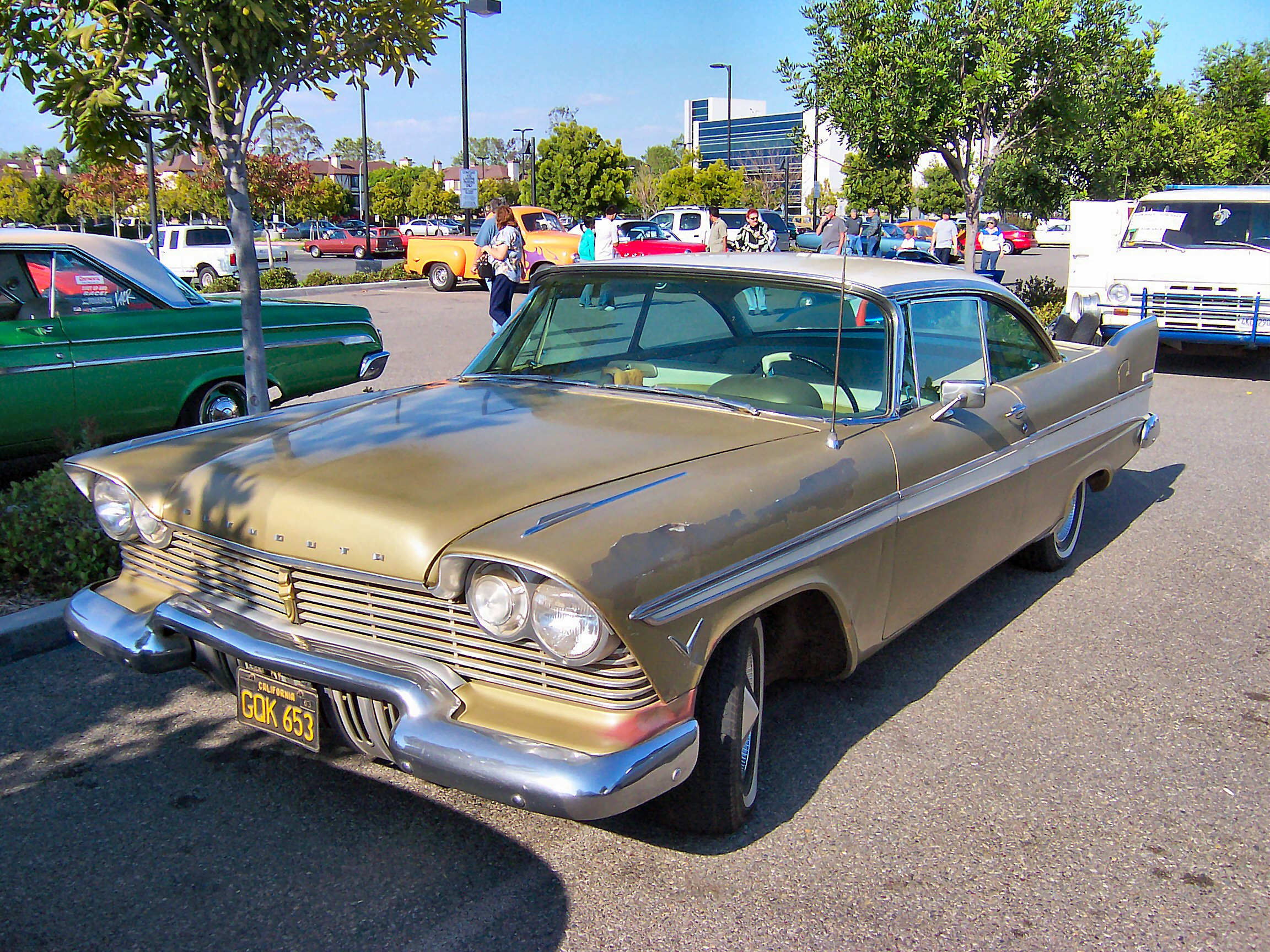
La Plymouth Belvedere del 1957 che "interpreta" Christine

La ragazza inizia a diffidare dell'auto e di Arnie, che appare sempre più strano. Una sera i quattro bulli che avevano aggredito Arnie si introducono nella rimessa di Darnell e distruggono Christine a colpi di spranga e mazzola, defecando anche sul cruscotto. Scoperto il misfatto, Arnie inveisce violentemente contro i suoi genitori, da lui ritenuti responsabili morali di ciò per non avergli consentito di parcheggiare l'auto nel giardino, ed anche contro Leigh, per poi barricarsi nel garage nel patetico tentativo di riparare Christine. Davanti ai suoi occhi, però, improvvisamente l’auto si "autorigenera" diventando anche più bella di prima.
Dopo tale avvenimento, l'auto prende definitivamente vita e si mette sulle tracce dei bulli per vendicarsi. La prima vittima è Moochie Welch, che Christine insegue fino ad intrappolarlo in un vicolo cieco per poi sfracellarlo contro un muro di cemento. L'auto attira l'attenzione del detective della polizia Rudolph Junkins, che inizia a insospettirsi ma non ricava alcuna informazione da Arnie. Qualche tempo dopo, mentre Richard e Buddy sono a bordo della Camaro di quest’ultimo, Christine li insegue fino alla stazione di servizio dove lavora Don Vanderberg. Dopo aver distrutto la macchina di Repperton, Christine penetra nell'officina, investendo e uccidendo Richard. L’auto di Buddy perde poi benzina dal serbatoio a causa dell'urto, facendo esplodere la stazione con Vandenberg dentro. Buddy tenta di fuggire sull'autostrada ma la macchina, ridotta come un demone infuocato, insegue il bullo fino a raggiungerlo e a ucciderlo travolgendolo e passandoci sopra. Christine torna poi completamente carbonizzata all'officina fai-da-te. Qui Darnell insospettito si arma di una doppietta ed entra dentro l'auto pensando che vi sia qualcuno, ma Christine lo intrappola all’interno per poi soffocarlo, schiacciandolo tra il sedile anteriore e il volante. Dopo questi avvenimenti il tenente Junkins è deciso a scoprire la verità, ma invano poiché Arnie non si trova mai alla guida dell’auto al momento degli omicidi e Christine si rigenera ogni volta, cancellando così ogni prova dei delitti.
Dimesso dall’ospedale, Dennis, con l’aiuto di Leigh, riesce ad attirare Arnie e Christine nella rimessa di Darnell, ormai vuota e messa sotto sigilli dalla polizia. L’intento è quello di distruggere l’auto con un bulldozer, ma Arnie li anticipa e Leigh viene inseguita dall’auto per tutto il garage. Arnie, diventato ormai totalmente ed irrecuperabilmente folle, si schianta contro una vetrata nel tentativo di ucciderla, ma nell'impatto viene scaraventato fuori dall'auto e ne rimane ucciso, trafitto da una grossa scheggia di vetro. Alla fine, Christine viene distrutta da Dennis, che riesce a schiacciarla con il bulldozer, per poi essere ridotta ad un cubo di ferraglia nella pressa di uno sfasciacarrozze alla presenza di Dennis, Leigh e Junkins. Mentre la scena si chiude su ciò che rimane di Christine, un particolare della griglia anteriore inizia debolmente a muoversi, suggerendo che l'auto potrebbe non essere affatto morta.

## Produzione
Benché nel film la macchina debba essere una Plymouth Fury, nella maggioranza delle riprese viene usata una Plymouth Belvedere oppure una Savoy poiché le Fury del 1958 sono molto rare ed anche perché le Belvedere e le Savoy erano simili alla Fury, perciò, per non distruggere una vera Fury, truccarono questi due modelli con tutti i dettagli e loghi del modello più ambito. La Plymouth offrì personalmente alla produzione (peraltro gratuitamente) 23 auto tra Fury, Belvedere e Savoy, tutte già preparate secondo le specifiche richieste. Fra l'altro viene scelto il modello a due porte anche se nel libro di Stephen King vengono citati più volte gli sportelli posteriori. Il marchio Plymouth comunque non viene né citato nei titoli di testa che presentano la fabbrica di auto nel 1957 né nei dialoghi dei personaggi e non si fanno mai riferimenti alla marca ed al modello della vettura.

## Slogan promozionali
«Aveva qualcosa di sinistro. Era nata in un'oscura catena di montaggio. Christine. Una diabolica Plymouth Fury del '58. Aveva preso il controllo del suo giovane padrone, Arnie e il suo precedente proprietario non era più in vita per avvertirlo. Ora punta sull'unica persona che intralcia il suo cammino, Leigh, la ragazza di Arnie. L'altra donna».

## Distribuzione
Il film ha fatto il suo debutto nei cinema statunitensi il 9 dicembre 1983, venendo distribuito in 1045 sale nel suo primo giorno. Per quanto riguarda il mercato home video, il film è stato distribuito sia in VHS che in DVD in varie edizioni. Per quanto riguarda la pubblicazione nel formato Blu Ray, nel 2004 il film ha avuto una distribuzione in edizione limitata da parte di Twilight Time ed una da parte di Sony Pictures Entertainment nel 2015. Nel 2018 il film è stato infine distribuito nel formato 4K UHD Blu-Ray.

## Accoglienza

### Incassi
A fronte di un budget di 10 milioni di dollari, il film ne ha incassati 21 nel solo mercato statunitense.

### Critica
Sull'aggregatore di recensioni Rotten Tomatoes ha ricevuto il 72% degli apprezzamenti ed una valutazione di 6,10 su 10 sulla base di 39 recensioni.

## Influenza culturale
- Il quinto episodio della 6ª stagione di Star Trek: Voyager è ispirato a questo film: infatti Tom Paris ottiene il permesso di acquistare da un rivenditore di rottami una navetta (che chiamerà Alice) di cui inizia ad essere ossessionato. Sua moglie B'elanna rischierà di essere uccisa dalla navetta "gelosa" e, cosa più importante, Alice è dotata di una propria personalità e vuole Tom tutto per sé.
- Un episodio di Futurama è basato su questo film.
- Nell'episodio 14 della 10ª stagione di Supernatural "Connessioni mortali", Dean Winchester accenna al film in una discussione.